# 금천구립금나래도서관
금천구립금나래도서관은 서울특별시 금천구 시흥동에 소재한 도서관이다.

## 연혁
- 2005년 11월 공사 착공
- 2008년 10월 준공
- 2008년 11월 개관

## 시설현황
- 1층: 종합자료실, 인터넷카페, 세미나실
- 2층: 어린이자료실, 아가방

## 이용방법
이용시간
| 구분         | 평일          | 주말(토,일)   |
| ------------ | ------------- | ------------- |
| 종합자료실   | 09:00 ~ 22:00 | 09:00 ~ 22:00 |
| 인터넷카페   | 09:00 ~ 20:00 | 09:00 ~ 20:00 |
| 어린이자료실 | 09:00 ~ 18:00 | 09:00 ~ 17:00 |

휴관일
- 정기휴관일: 매월 마지막주 일요일
- 일요일을 제외한 법정 공휴일(공휴일과 겹친 일요일 휴관)
- 임시휴관일: 도서관 사정으로 임시로 정하는 휴일

대출방법
- 1인당 10권, 대출기간 2주
(독산도서관, 가산도서관, 시흥도서관, 금나래도서관, 작은도서관에서 대출한 도서 권 수 포함)
- 연체일수만큼 대여 불가
- 연장은 권당 1주일